# За краља и отаџбину
За краља и отаџбину је српски филм из 2015. године по сценарију и у режији Радоша Бајића.
Филм је своју премијеру имао 23. марта 2015. године.

## Радња
Филм прати два тока, од којих је један савремени, који третира емотивни повратак из САД, обилазак Србије, Шумадије, Таре, родних Заовина и Равне Горе, док је други историјска реминисценција на време и догађаје из 1941. године, на окупацију од стране Хитлерове Немачке, на губитак слободе и појаву ослободилачких покрета у Србији.
Филм прати судбину старог српског ратника Милисава Јањића, бившег каплара, који се током Другог светског рата борио против немачког окупатора као припадник Равногорског покрета и посинак пуковника Драже Михаиловића. Кроз преплитање његових успомена и сећања на прошлост и ратна дешавања у пролеће 1941. године са савременим тренуцима, прати се прича о нападу фашистичке Немачке, Априлском рату и слому Краљевине Југославије, о недаћи која је задесила српски народ, губитку слободе, појави ослободилачких покрета у Србији и о једном српском војнику, који се после 70 година изгнанства у Америци, враћа у отаџбину.

## Улоге
| Глумац                      | Улога                              |  |
| --------------------------- | ---------------------------------- |  |
| Марко Николић               | Милисав Јањић                      |  |
| Неда Арнерић                | Милена                             |  |
| Ивана Аџић                  | Миленина унука                     |  |
| Ненад Окановић              | Млади Милисав Јањић                |  |
| Небојша Глоговац            | Пуковник Драгољуб Дража Михаиловић |  |
| Слободан Нинковић           | Никодије Коде Јањић                |  |
| Љиљана Стјепановић          | Видосава Јањић                     |  |
| Јелена Жигон                | Лујза Мишић                        |  |
| Павле Чемерикић             | Ђорђе Таралић                      |  |
| Милош Биковић               | поручник Гарић                     |  |
| Милош Тимотијевић           | каплар чутурић                     |  |
| Лазар Ристовски             | ђенерал Мирковић                   |  |
| Милорад Мандић Манда        | Капетан Узелац тараш               |  |
| Маша Лазаревић              | млада Милена                       |  |
| Петре Арсовски              | ђенерал Душан Симовић              |  |
| Ирфан Менсур                | Владо Мечек                        |  |
| Ненад Јездић                | Мајор Станковић                    |  |
| Момир Брадић                | др Слободан Јовановић              |  |
| Ђорђе Живадиновић           | Краљ Петар                         |  |
| Иван Вучковић               | Мајор Палошевић                    |  |
| Олга Одановић               | Живана Таралић                     |  |
| Александар Срећковић Кубура | Жадарм                             |  |
| Недељко Бајић               | Капетан Дејановић                  |  |
| Бранислав Томашевић         | Капетан Рељић                      |  |
| Тамара Поповић              | Марица Јањић                       |  |
| Марко Баћовић               | Светолик Таралић                   |  |
| Александар Ђурица           | Александар Мишић                   |  |
| Милош Ђорђевић              | потпоручник Павле месковић         |  |
| Нина Мрђа                   | Радмила Таралић                    |  |
| Игор Ђорђевић               | Учитељ Живадин                     |  |
| Стојан Ђорђевић             | Жарко Таралић                      |  |
| Владан Дујовић              | Мајор Кнежевић                     |  |
| Јелена Мила                 | Стана Таралић                      |  |
| Бранко Јеринић              | ђенерал Богољуб Илић               |  |
| Лазар Шљукић                | Радојица Таралић                   |  |
| Атила Гирић                 | др. Иван Андреас                   |  |
| Милан Чучиловић             | Капетан Мартиновић                 |  |
| Душан Премовић              | Мајстор                            |  |
| Небојша Вранић              | Капетан Илић                       |  |
| Ђорђе Ерчевић               | Војник Ћелић                       |  |
| Љубиша Ристовић             | Наредник Божа Перовић              |  |
| Нада Мацанковић             | Јованка мишић                      |  |
| Даница Тодоровић            | Милена мишић                       |  |
| Владимир Ђорђевић           | Капетан прве класе Ђорђевић        |  |
| Вукашин Никитовић           | Наредник јевџић                    |  |
| Слободан Љубичић            | Жадарм на прузи                    |  |
| Срђан Ђорђевић              | Контрабасиста Ром                  |  |
| Марко Маринковић            | Хармоникаш Ром                     |  |
| Миодраг Пејковић            | Есад - стари                       |  |
| Петар Кораћ                 | Есад - млађи                       |  |
| Немања Јовановић            | војник у возу                      |  |
| Светислав Јелисавчић        | војник у возу                      |  |
| Братислав Славковић         | сељак у кафани код кодета          |  |
| Саша Пилиповић              | Божић - председник општине         |  |
| Владимир Курчубић           | Трша                               |  |
| Момчило Мурић               | Машиновођа                         |  |
| Ранко Ковачевић             | Старина у селу спречно             |  |
| Дарија Нешић                | Васпитачима                        |  |
| Мирослав Петровић           | Агент у возу                       |  |